# Rhodomyrtus takeuchii
Rhodomyrtus takeuchii är en myrtenväxtart som beskrevs av Neil Snow och J.Cantley. Rhodomyrtus takeuchii ingår i släktet Rhodomyrtus och familjen myrtenväxter. Inga underarter finns listade i Catalogue of Life.